# Ertzia akagerae
Ertzia akagerae — вид грибів, що належить до монотипового роду Ertzia.

## Систематика
Вид спочатку був віднесений до роду Multiclavula та вперше описаний 2007 року як Multiclavula akagerae. У 2014 році був виокремлений до монотипового роду Ertzia і описаний під сучасною назвою.

## Поширення та середовище існування
Знайдений на відкритому латеритному ґрунті в Руанді.